# Chupanga

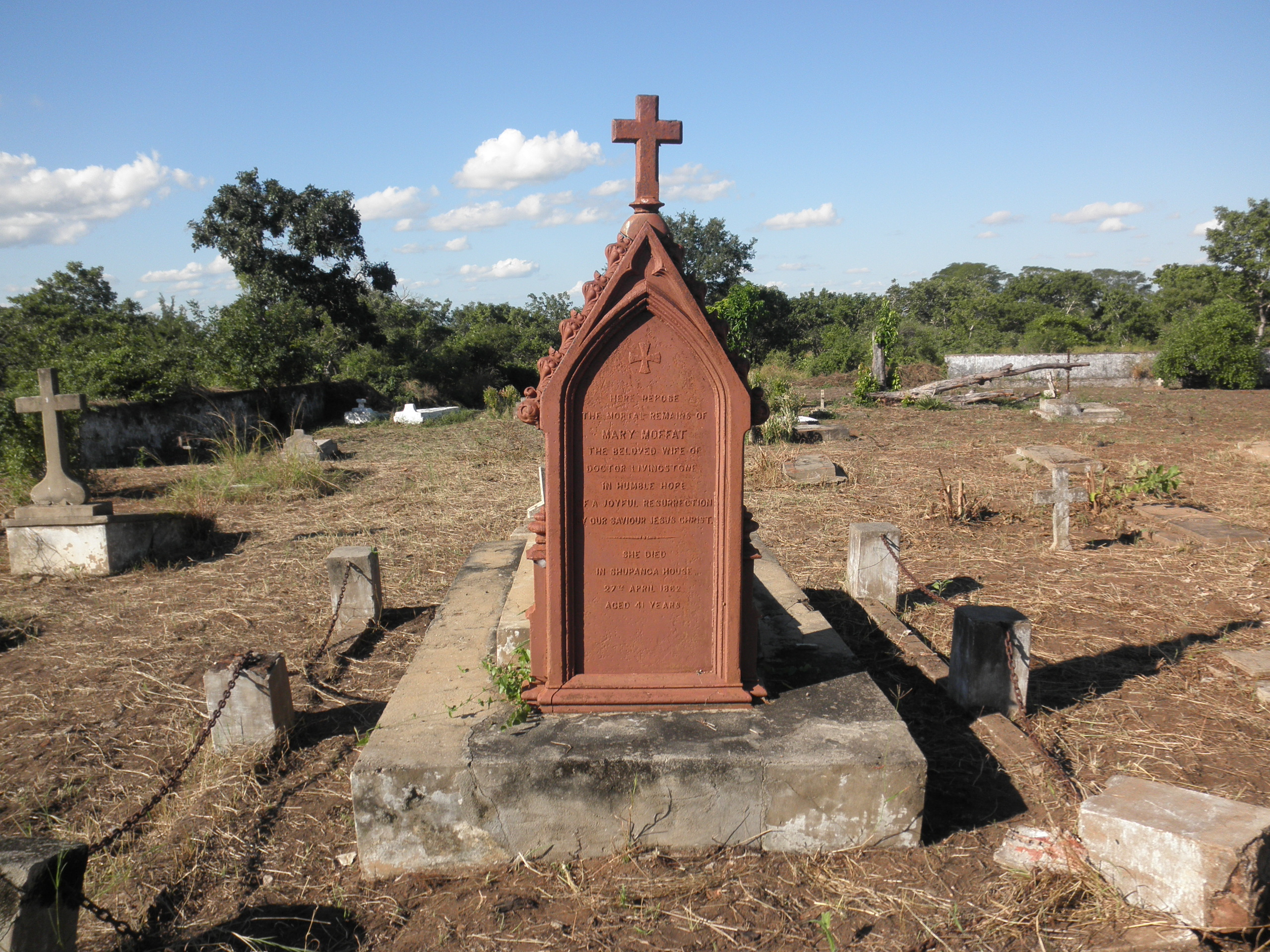
A lápide de Mary Livingstone em Chupanga

Chupanga, anteriormente Shupanga, também conhecida como Lacerdónia, é uma aldeia do distrito de Marromeu, província de Sofala, Moçambique, localizada na margem direita do rio Zambeze. É o centro administrativo de um dos dois postos administrativos que constituem o distrito. Existem estratos de arenito cinza e amarelo, além de calcário, localizados nas proximidades.
A aldeia de Chupanga foi fundada antes da chegada dos europeus. Foi visitado pela Segunda Expedição Zambesiana de David Livingstone. A esposa de Livingstone, Mary, morreu em Chupanga por malária.
Chupanga está localizada na estrada N219, que o liga a Marromeu ao leste e fornece acesso à estrada N1 a oeste. É conectado por uma estrada não pavimentada, a R1002 com Inhamitanga.